# كاميرون (نيويورك)
كاميرون (بالإنجليزية: Cameron, New York)‏ هي بلدة أمريكية تقع في الولايات المتحدة في مقاطعة ستوبين، نيويورك. يقدر عدد سكانها بـ 1,034 نسمة ومساحتها 121.1 كم2 وترتفع عن سطح البحر 494 متر.